# Савка Шопова-Маркова
Савка Шопова-Маркова е видна българска пианистка, акомпаняторка и дългогодишна преподавателка (професор) в Националната музикална академия „Проф. Панчо Владигеров“.

## Биография
Завършва музикална гимназия и Държавната музикална академия в София със специалност „Пиано“ при проф. Мара Петкова. След дипломирането си постъпва като акомпанятор в „Цигулкова катедра“ в Консерваторията. През 1968 г. основава дисциплината „Клавирен съпровод“ в ДМА. От 1970 г. е преподавател, а по-късно доцент и професор по тази специалност. През 1974 г. специализира камерна музика и акомпанимент във Виена при проф. П. Холечек, след което е постоянен сътрудник на Лятната академия на Моцартеума в Залцбург в периода 1975 – 1983 г.
През 1978 г. защитава дисертация на тема „Проблеми на клавирните извлечения от партитура в цигулковата литература“. Избрана е за заместник-декан на Инструменталния факултет през 1982 г. По-късно е декан на факултета и заместник-ректор на ДМА до 1999 г.
Възпитаници на нейната школа вземат дейно участие в музикалния живот у нас и в чужбина като камерни изпълнители, акомпанятори и педагози. Участва многократно като член на жури и ръководи майсторски курсове у нас и в чужбина.
В периода 1992 – 2000 година преподава в Северногръцката консерватория в Солун.
През 1993 г. заедно с тогавашната директорка на Националнота училище по изкуствата в Плевен Жечка Димитрова създава конкурс за ученици-акомпанятори, на който е дългогодишен председател, а след смъртта ѝ конкурсът носи нейното име.
Савка Шопова концертира от 15-годишна възраст като солист, камерен изпълнител и акомпанятор. От 1962 г. се ориентира изцяло към камерна музика с изтъкнати български и чуждестранни изпълнители. Основава камерно дуо с известната цигуларка Гинка Гичкова през 1964 г. Осъществява активна концертна дейност в Европа, Америка, Азия и Африка.
Към Академичното дружество на ДМА към СБМТД (на което е председател) Създава секция „Акомпанятори“ през 2003 г. Обединява създадените дружества в Сдружение „Акомпанятори“ през 2006 г., на което е председател до кончината си през 2018 г.

## Награди
- Почетен плакет от Български червен кръст за принос към червенокръската кауза – 2001 г.
- Австрийски почетен кръст за наука и изкуство – 2002 г.[1]
- Юбилеен медал на НМА „Проф. Панчо Владигеров“ – 2001, 2006 и 2011 г.
- Кристална лира на СБМТД – 2006 г.[1]
- „Златно перо“ на Радио ФМ Класик – 2011 г.[1]
- Доктор хонорис кауза на НМА „Проф.Панчо Владигеров“ – 2011 г.[1]
- Орден „Кирил и Методий“ II степен – 2011 г.[2]
- Министерският съвет предлага на Народното събрание да бъдат отпуснати държавни парични награди за изключителни постижения и цялостен принос в областта на културата на проф. Савка Шопова-Маркова.[3]
- Национален академичен конкурс за пианисти-акомпанятори „Проф. Савка Шопова“[4]